# Pomerančovník čínský

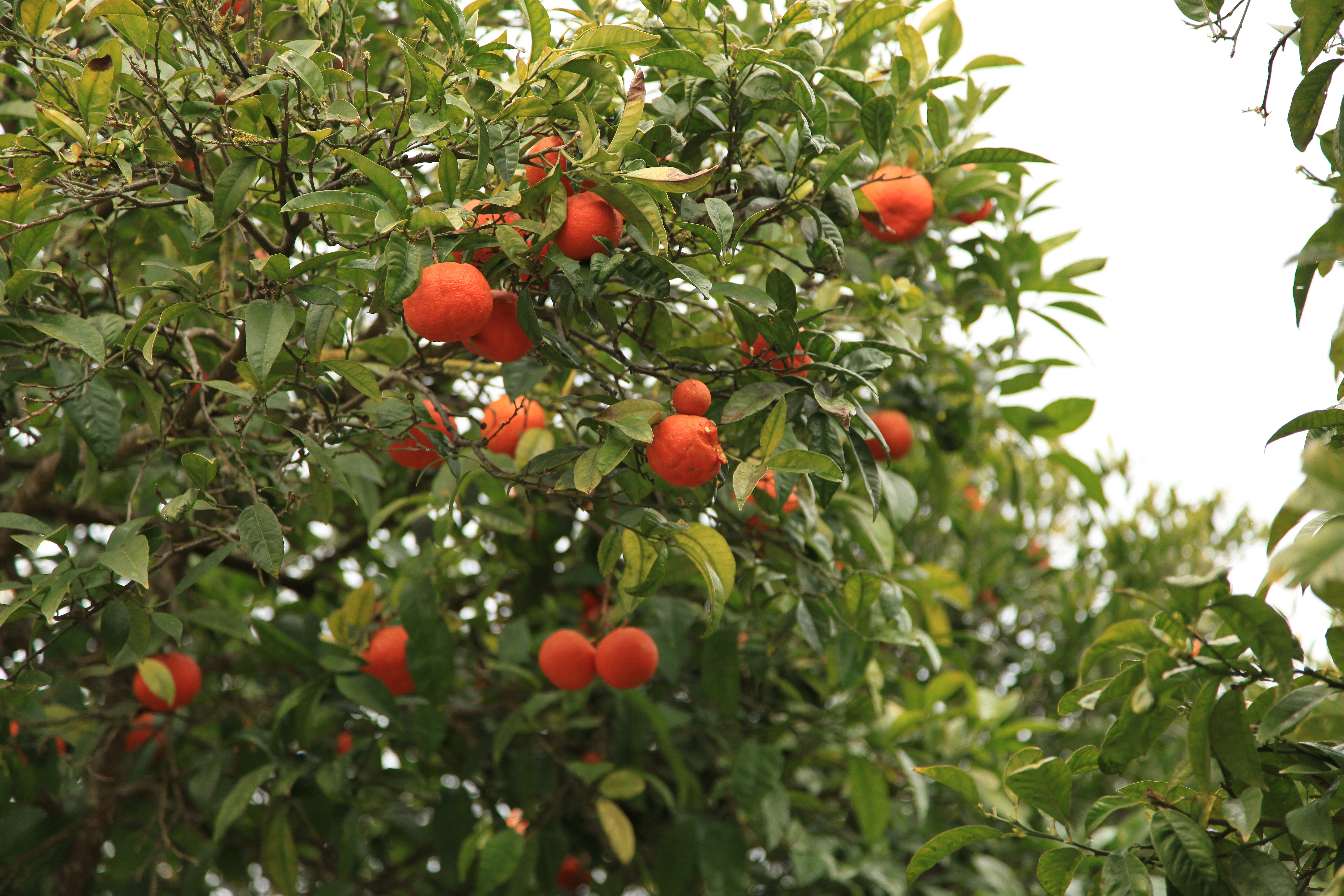
Pomerančovník čínský s plody

Pomerančovník čínský (Citrus sinensis) je jedním z nejrozšířenějších druhů rodu citrus. Dnes již neexistuje jeho planá forma a tím není jeho původ zcela jasný. Podle novějších výzkumů je považován za křížence (Citrus ×sinensis) mezi druhy mandarinkou obecnou (Citrus reticulata) a pomelem (Citrus maxima). Bylo vypěstováno mnoho morfologicky odlišných odrůd, mezi kterými je úzká genetická diverzita, většina z nich má původ v jediném exempláři.
Pochází pravděpodobně z oblastí v jihozápadní Číně a severovýchodní Indii. Do Evropy, do okolí Středozemního moře, se dostal patrně okolo roku 1450 s italskými nebo roku 1500 s portugalskými mořeplavci.
Zprvu byly pomerančovníky čínské v Evropě ceněné pro léčebné vlastnosti, teprve později se dostaly do obliby jeho chutné plody. Začaly být pěstované na místech se subtropickým klimatem v zahradách a v mírném pásmu v oranžériích. Postupně byly šířené do dalších světadílů a staly se na mnoha místech s vhodnými klimatickými podmínkami běžnými ovocnými dřevinami. Je považován za nejčastěji pěstovaný strom na světě.

## Ekologie

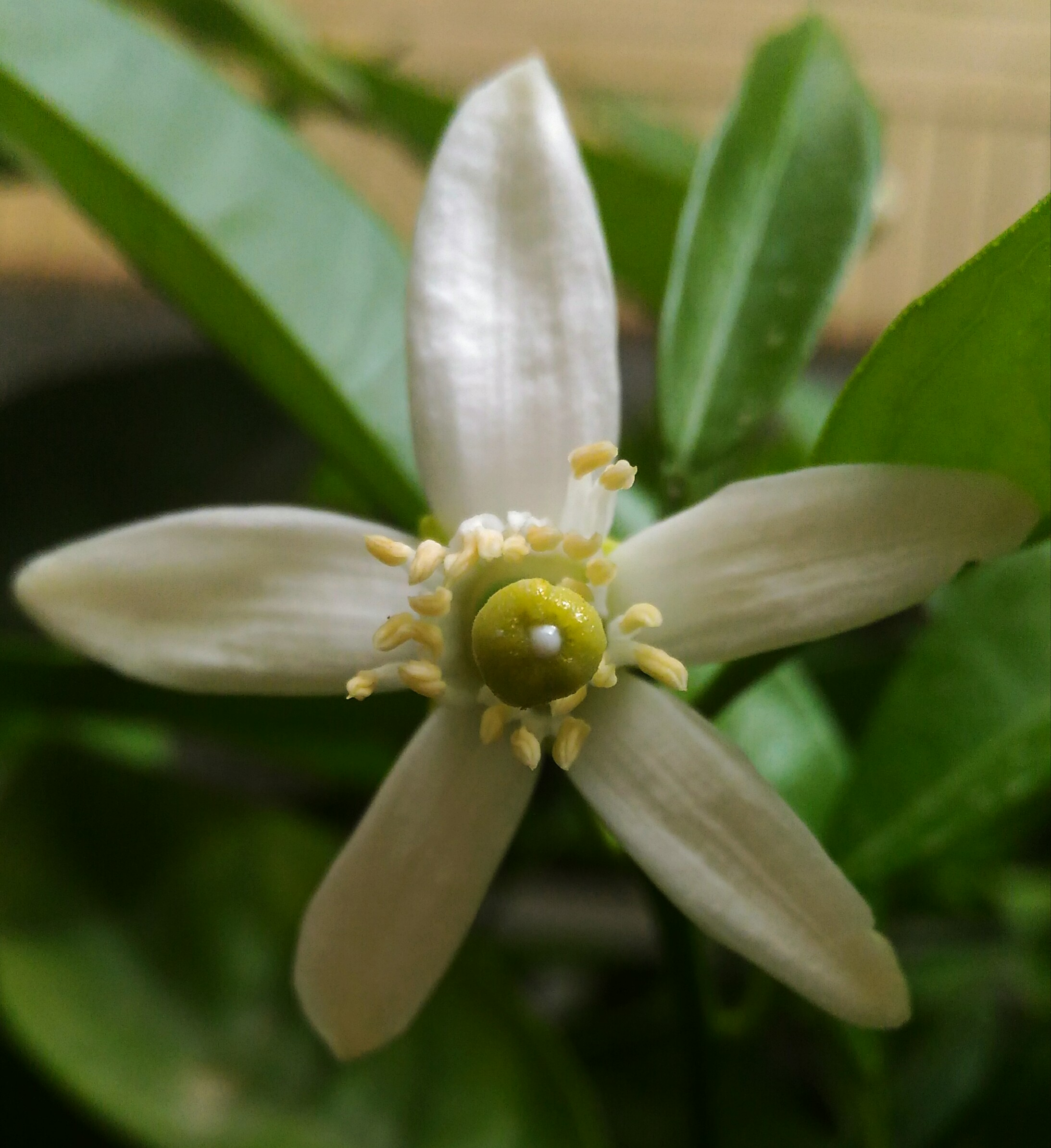
Květ

Půda vhodná pro zdárný růst musí být dostatečně vzdušná, dobře odvodněná, hluboká, nezasolená a podzemní voda nesmí sahat blízko k povrchu. Nejvhodnější jsou stanoviště s průměrnou roční teplotou 21 °C, kde se denní teplota pohybuje od +5 °C do +35 °C. Starší strom přežije krátkodobě pokles teploty pod bod mrazu, plody nikoliv. Rostlina musí mít průběžně dostatek vláhy, vhodná jsou místa s ročními srážkami 1000 až 2500 mm v nadmořské výšce nepřevyšující 2500 m n. m. Při nesprávné teplotě v době dozráváni jsou plody zelené nebo hnědě skvrnité.

## Popis
Pomerančovník čínský je neopadavý strom, s pravidelně větvenou, kulovitou korunou, vysoký 10 až 15 m. Jeho mladé větve jsou mírně hranaté a mívají štíhlé trny.Větve jsou porostlé střídavými listy se slabě křídlatým řapíkem a bývají dlouhé 7 až 15 a široké 3 až 8 cm. Jejich kožovité čepele jsou leskle, tmavě zelené, eliptické nebo podlouhle vejčité, na bázi klínovité nebo vejčité, na vrcholku zašpičatělé, po obvodě celokrajné nebo jemně zubaté a jsou protkané žlázkami s aromatickým olejem. Někdy jsou listy považovány za lístky složených listů.
Vonné, kolovité, voskovitě bílé květy, velké 2 až 3 cm, vyrůstají jednotlivě nebo až po šesti v paždí listů na koncích větví. Květy vytvářejí vrcholíková květenství, jsou oboupohlavné, mají pět špičatých kališních lístků a pět podlouhlých, bílých či narůžovělých korunních lístků velkých 15 × 5 mm, obsahují 20 až 25 tyčinek s výrazně žlutými prašníky, vícedílný vejčitý semeník s jedním nebo dvěma vajíčky v oddíle a krátkou čnělku s kyjovitou bliznou. Květy nejsou schopné samoopylení a bývají opylovány hlavně včelami.
Plod je kulovité, oválné nebo mírně zploštělé hesperidium, což je modifikovaná bobule, měřící v průměru 6 až 10 cm, které se stává zralým nejméně po devíti měsících. Jeho vnější vrstva flavedo je oranžová nebo žlutá a je posetá žlázkami s aromatickým olejem. Vnitřní vrstva albedo je bílá, houbovité struktury a nevonná. Endokarp je tvořen 10 až 14 oddíly uzavřenými v klínovitých, blanitých váčcích obsahující sladkou šťavnatou dužinu. V závislosti na kultivaru může mít barvu žlutou, oranžovou, červenou až krvavě tmavě červenou. V každém dílku mohou být dvě až čtyři nepravidelná semena s kožovitým osemením. Semena si zachovávají klíčivost nejdéle půl roku, s vysycháním jejich životaschopnost rychle klesá. Jsou vyšlechtěné i bezsemenné kultivary. Asi 3500 semen váží 1 kg.

## Pěstování

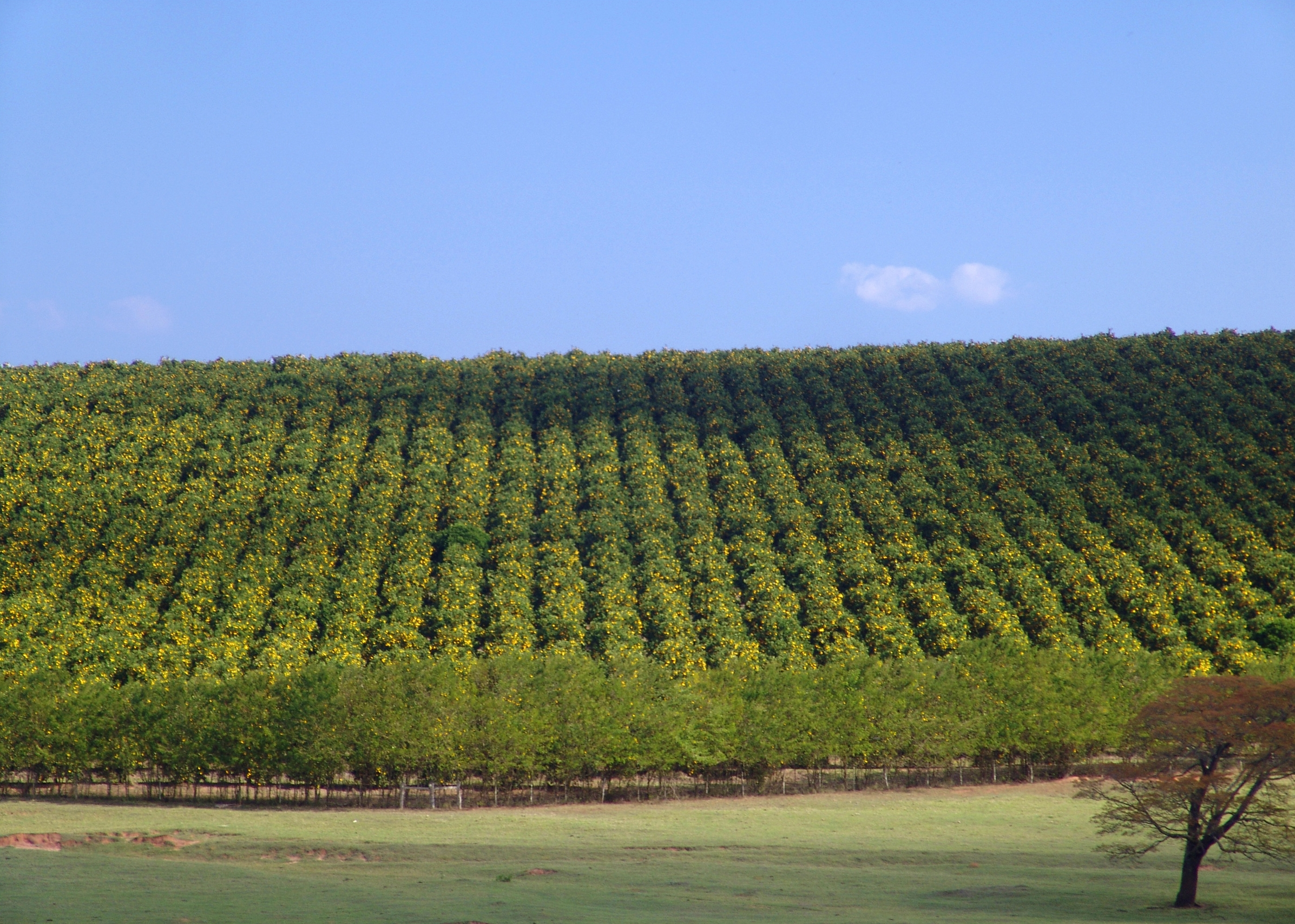
Plantáž pomerančovníku čínského

Semenáče pomerančovníku čínského si nezachovávají vyšlechtěné vlastnosti svých rodičů. Nové stromy se proto získávají naočkováním požadovaných kultivarů na podnože, které se volí podle místa stanoviště. Podnože ovlivňují rychlost růstu, odolnost k chorobám i produktivitu a vlastnosti plodů, nejčastěji se používá pomerančovník hořký (Citrus aurantium), který odolává půdním nemocem a umožňuje velký výtěžek plodů v dobré kvalitě. Následný rok jsou roubovance přesazeny na trvalé stanoviště.
Pro docílení co největšího přínosu se pomerančovník čínský ve velkovýrobě pěstuje na plantážích ve sponu nejčastěji 7,5 × 7,5 m. Stromy tam začínají plodit ve věku 3 až 5 let, jsou pravidelně prořezávány, hojně hnojeny, ošetřovány proti škůdcům a v případě potřeby i zavlažovány. Statné, volně rostoucí stromy v oblasti Středomoří mohou dát ročně až 3000 plodů, stromy na plantáží asi 300 ks. Z plantáží se získá 130 až 160 tun z 1 ha při průměrné váze plodu 0,3 kg. Zralé plody se sklízejí převážně ručně, odrůdy určené ke strojnímu zpracování (k lisování) i setřásáním.

## Význam
Dřevo stromu je tvrdé, nažloutlé, dobře se opracovává s vyrábí se z něho nábytek a další truhlářské výrobky, dobře se soustruží a je vyhledáváno rytci. Je však náchylné k napadení termity a jeho jemné piliny vznikající při broušení mohou způsobit astma. Nadměrný kontakt se slupkou plodů způsobuje u citlivých osob dermatitidu. Olej vylisovaný ze semen sloužívá jako stolní olej, vzniklé pokrutiny obsahují mnoho bílkovin vhodných ke zkrmení. Z 1 kg květů se získá 1 g oleje ceněného v kosmetice. Další oleje jsou lisovány z listů, mladých větviček i nezralých plodů. Strom je důležitou medonosnou dřevinou, květy během kvetení poskytují hojnost nektaru a např. v Kalifornii je asi 25 % všeho medu citrusového původu. Z vrchních vrstev kůry se získávají terpeny používané k výrobě nátěrových hmot pro lodě.
Využití plodů a obsažené látky v nich je uvedeno v článku Pomeranč.

## Galerie

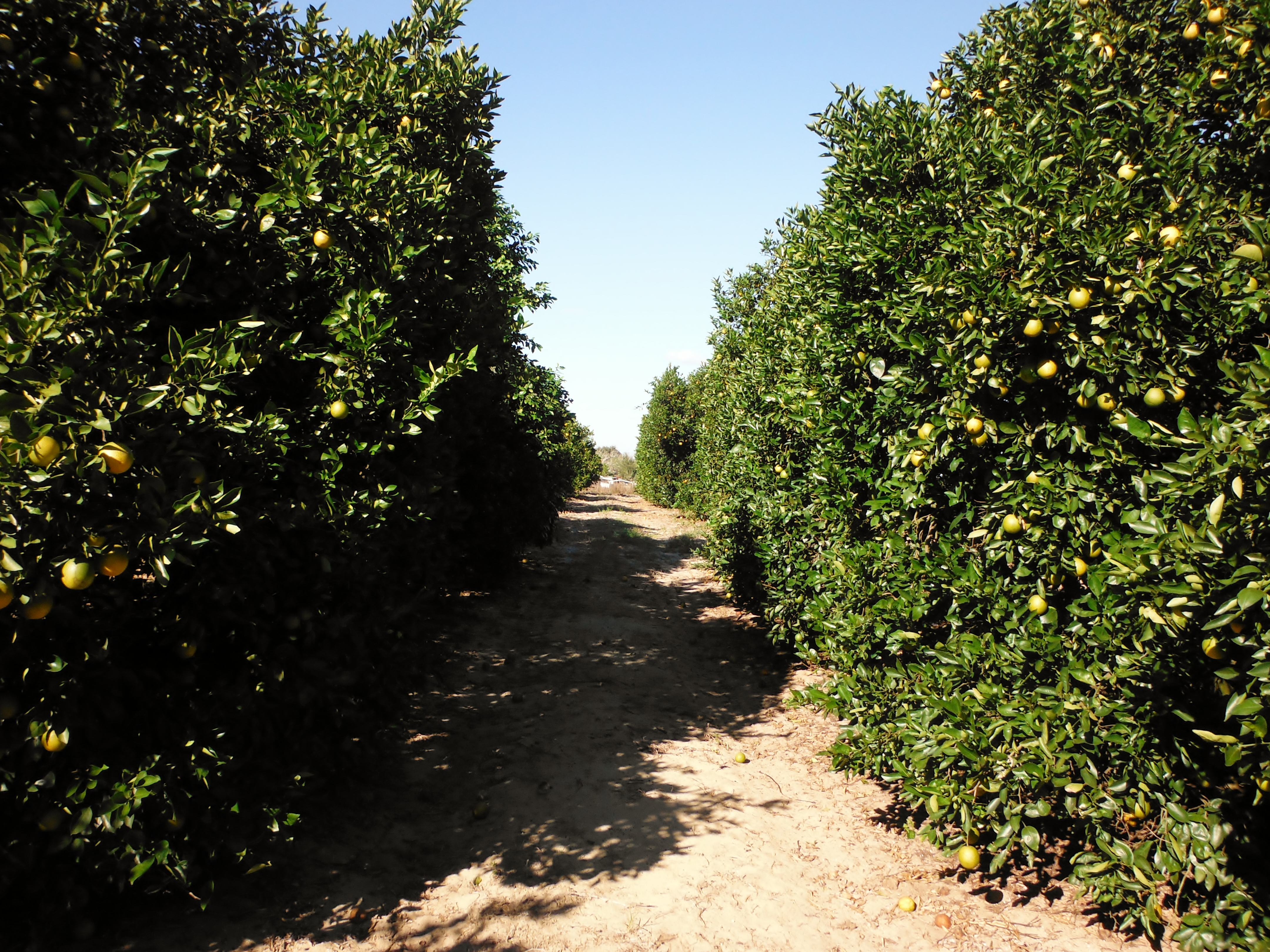
Plantáž
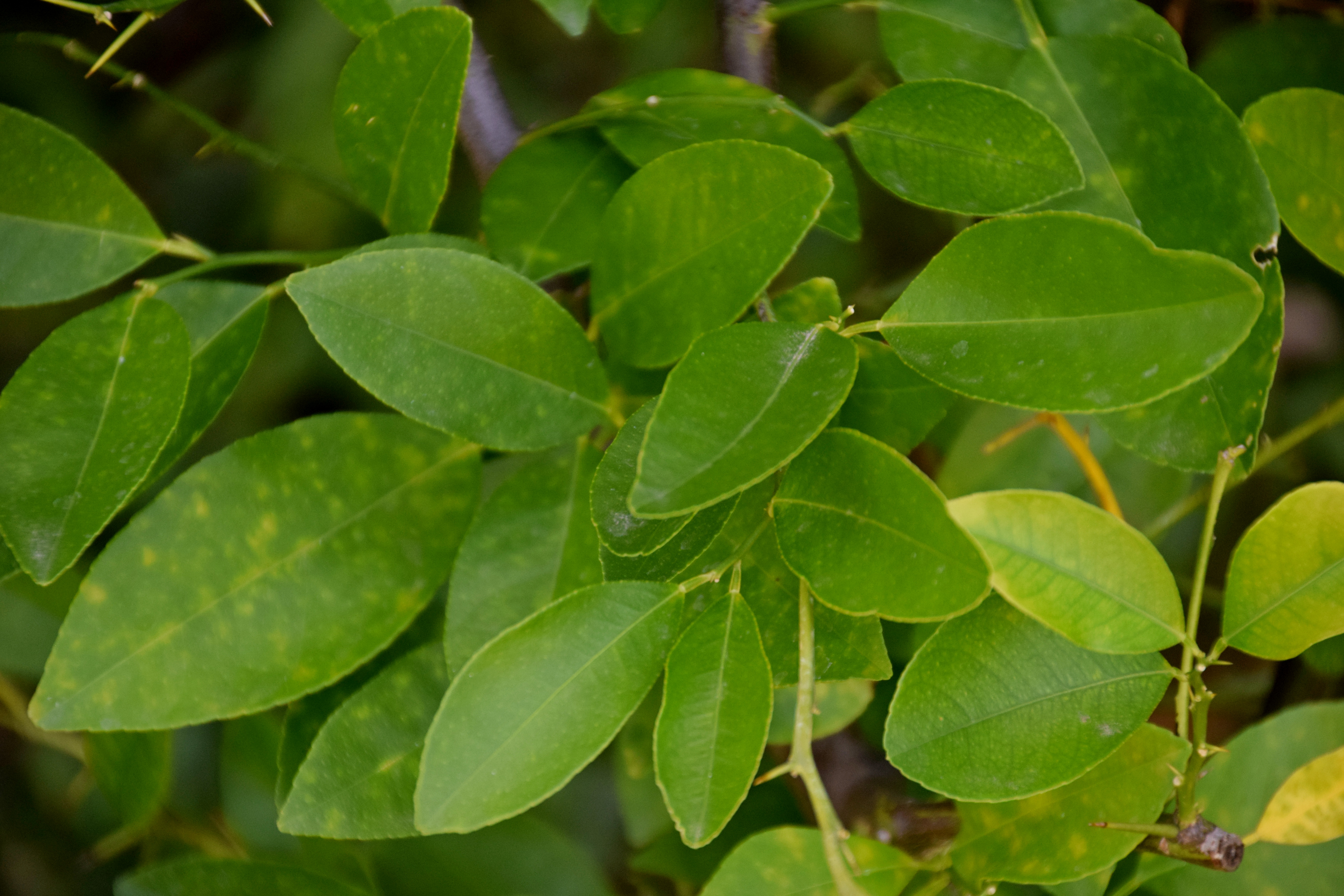
Listy
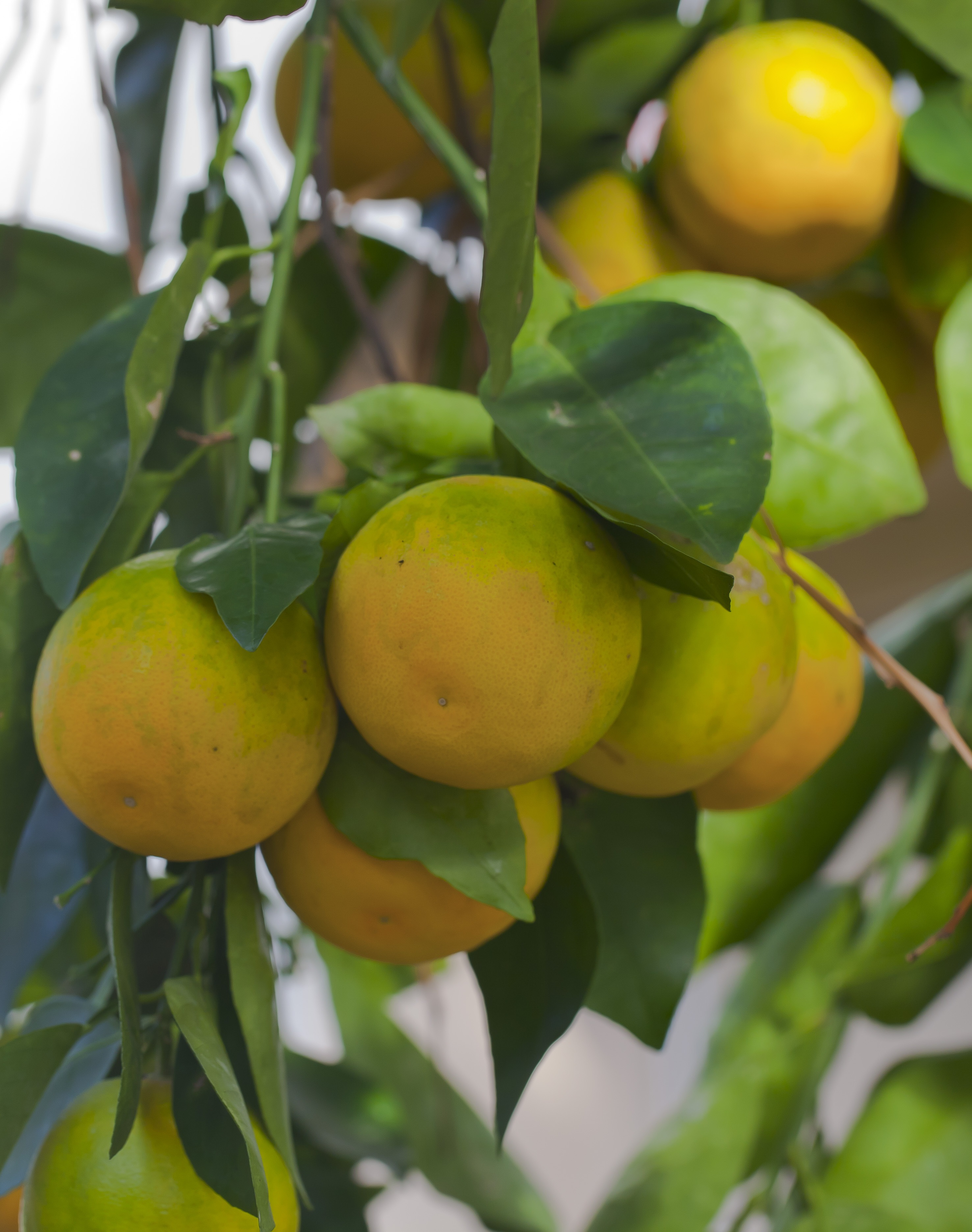
Plody
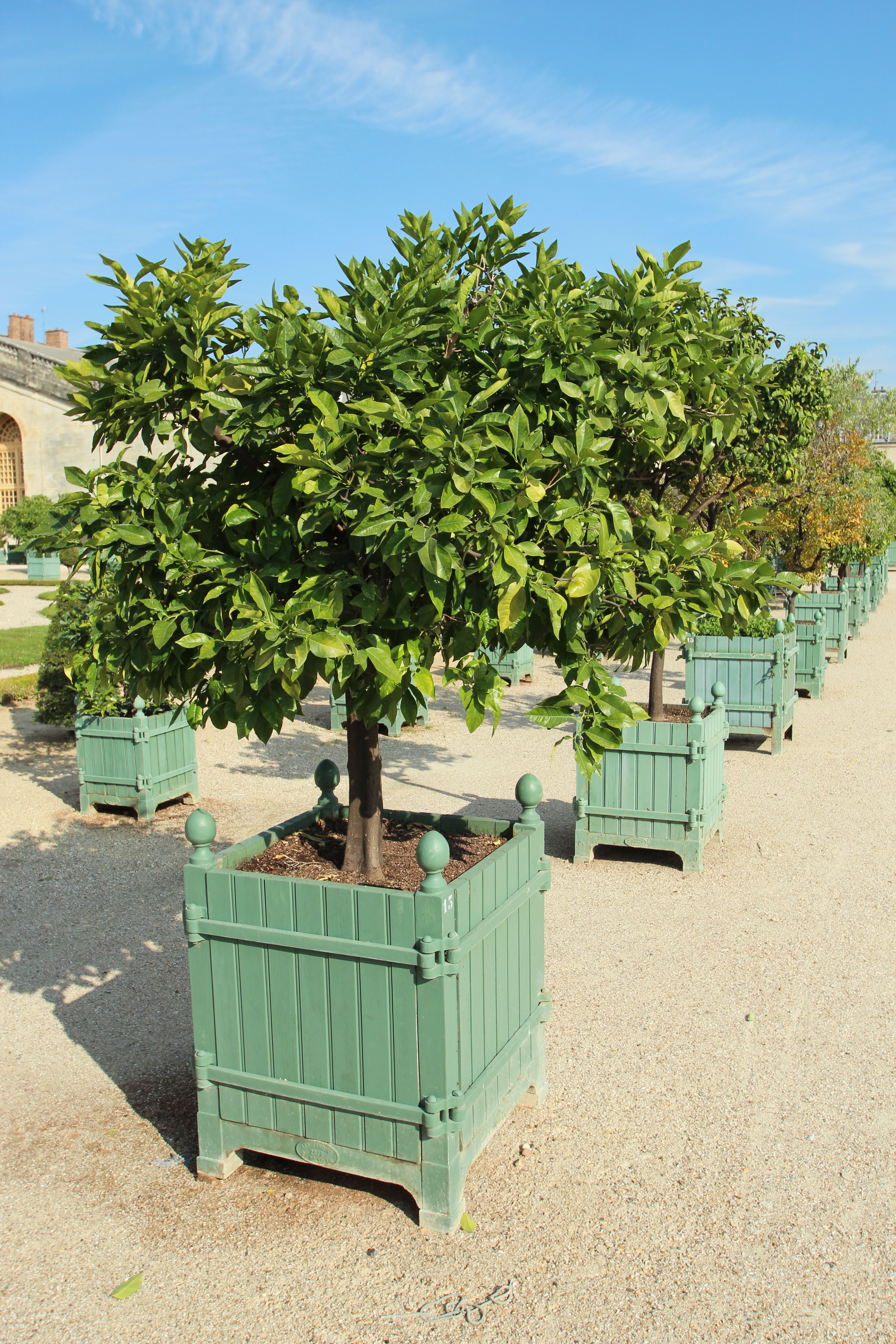
Rostliny z oranžérie